# Uvala Stivančica
Uvala Stivančica este o arie protejată (sit de importanță comunitară — SCI) din Croația întinsă pe o suprafață de 56,61 ha, integral marine.

## Localizare
Centrul sitului Uvala Stivančica este situat la coordonatele 43°30′00″N 15°58′09″E / 43.499911°N 15.969139°E.

## Înființare
Situl Uvala Stivančica a fost declarat sit de importanță comunitară în iulie 2013 pentru a proteja un număr necunoscut de specii din flora spontană și fauna sălbatică aflate în arealul zonei.

## Biodiversitate
Situată în ecoregiunea marină mediteraneană, aria protejată conține 1 habitat natural: Recifuri.
La baza desemnării sitului se află un număr nedeclarat de specii protejate.